# Sprengboot M.T.M.
Das Sprengboot M.T.M. (M.T.M. = Motoscafo Turismo Modificato) war das zweite in Serie produzierte Sprengboot der italienischen Marine. Es orientierte sich an dem Vorgänger, dem Sprengboot M.T. Der Vorgängertyp war bei der italienischen Marineführung in Ungnade gefallen, da dessen Seeeigenschaften sowie seine Seefestigkeit ungenügend waren. Vom Sprengboot M.T.M. wurden von 1941 bis 1942 etwa 100 Boote von der Werft Baglietto (Bootskörper) in Varazze hergestellt. Die Maschinenteile lieferte erneut die Firma C.A.B.I. aus Mailand.

## Lieferung und Testerprobungen
Am 1. März 1941 wurde der erste Versuchbau des Bootes an die italienische Marine ausgeliefert. Diese begann umgehend mit einer ausgedehnten Seeerprobung und unterzog das Sprengboot mehreren technischen Hochleistungstests, die allesamt positiv verliefen. Die Marineleitung war von diesem neuen Typ derart begeistert, dass sie noch im März 1941 weitere zwölf Boote bestellte. Allerdings konnte die von der Marineleitung geforderten Maße, die einen Flugzeugtransport erlaubt hätten, nicht eingehalten werden. So war der Antransport der Boote über die Straße zu ihren Bestimmungsorten aufgrund der Lufthoheit der Alliierten nur noch bedingt über Nacht möglich. Daher entschied sich die Marineleitung schon recht früh, einen weiteren Typ von Sprengboot zu konzipieren, der diesen Anspruch gerecht werden könnte. Die Lösung sollte das Sprengboot M.T.R. werden, welches Huckepack auf dem Oberdeck eines U-Bootes transportiert werden konnte.

## Aufstellung und Einsätze
Die Bemannung und Herstellung der vollen Einsatzbereitschaft der Sprengboote erfolgte umgehend nach deren Lieferung. Haupteinsatzschwerpunkte waren bis zum Waffenstillstand von Cassibile am 8. September 1943 die Ägäis, die Adria und das Ligurische Meer. Dort waren die Sprengboote zur nahen Küstenverteidigung eingesetzt, konnten aber aufgrund der verbesserten Ortungstechnik der Alliierten nur noch punktuelle Erfolge erzielen. Ihre Einsätze erfolgten dabei überfallartig auf alliierte Ankerplätze und hatten die Zerstörung von Hafeneinrichtungen zum Ziel.
Nach dem Waffenstillstand zerfiel das Königreich Italien in die nördliche Italienische Sozialrepublik (R.S.I.) sowie in das südliche  alliiertentreue Italien. Dies hatte zur Folge, dass die Marineeinheiten der R.S.I. unter deutsche Kontrolle fielen, ebenso die wichtigsten Produktionsfirmen im Norden. Zusammen mit den deutschen Besatzungen, die den Kleinkampfverbänden der Kriegsmarine angehörig waren, waren italienischen Einheiten auch in Gefechte mit eigenen Landsleuten aus dem Süden verwickelt. Die Produktion des Sprengbootes M.T.M. erfolgte noch bis Frühjahr 1945, allerdings sehr gedrosselt. Insgesamt verfügte die R.S.I. nur über 29 M.T.M.
Weitere Verwendung dieses Sprengboottyps nach 1945 durch die israelische Ha’Chulya ist bekannt.

## Spezifikationen
Die Spezifikationen des Sprengbootes M.T.M. sind nahezu identisch mit dem Sprengboot M.T. Der Bootskörper, welcher erneut aus Holz bestand, wurde nach Eintreffen der Maschinenteile, durch Marineangehörige endmontiert und erhielt, seinen Einsatzzweck folgend, im Bugbereich eine 330 kg schwere Sprengladung aus Trioliltal. Der Steuerstand des Sprengbootes befand sich wie beim Vorgängermodell im Heckbereich, um eine gleichmäßige Gewichtsverteilung zwischen Sprengladung (Bug), Pilot und Maschine (Heck) zu gewährleisten. Vor dem Piloten waren auch alle Bedienungs- und Kontrollinstrumente des Sprengbootes untergebracht. Zusätzlich verfügte der Pilot über einen Magnetkompass sowie Paddel, die eine geräuschlose Annäherung an den Feind ermöglichen sollten.

## Einsatzzweck
Um Distanzen zu überbrücken, die außerhalb der Reichweite des Sprengbootes lagen, wurde es von Schnellbooten in das Zielgebiet transportiert und dort losgemacht.